# Agnieszka Zabrocka
Agnieszka Zabrocka (ur. 13 marca 1983) – polska judoczka.
Była zawodniczka KS Gwardia Bielsko-Biała (1995-2003) i KS AZS-AWF Wrocław (2004-2008). Dwukrotna medalistka mistrzostw Polski seniorek w kategorii do 48 kg: srebrna w 2000 i brązowa w 2004. Ponadto m.in. wicemistrzyni Polski juniorek w 2002.